# Johann Arnold Nering
Johann Arnold Nering (ou Nehring, 13 de janeiro de 1659 – 21 de outubro de 1695) foi um arquiteto alemão do período barroco ao serviço de Brandemburgo-Prússia.
Nascido em Wesel, Ducado de Cleves, Nering foi educado em grande parte na Holanda. De 1677-79 também viajou pela Itália. Em 1682, Nering trabalhou no portão e na capela do Palácio de Köpenick. Foi nomeado Oberingenieur (engenheiro-chefe) por Frederico Guilherme I, Eleitor de Brandemburgo, em 1684. No ano seguinte Nering foi nomeado Ingenieur-Oberst (engenheiro-coronel) do Estado-Maior alemão.
Depois de Frederico III chegar ao poder em 1688, Nering foi encarregado de supervisionar os esboços de 300 casas burguesas de dois andares na nova cidade de Friedrichstadt. Também planeou a configuração do Linden-markt e contribuiu para o Palácio de Schönhausen. Em Königsberg Nering projetou a Burgkirche, construída de 1690 a 1696.
Nering foi nomeado Oberbaudirektor (diretor de construções chefe) de Brandenburgo em 9 de abril de 1691. Trabalhou no Schloss Oranienburg (1690-94), na ponte Lange Brücke em Berlim (1692–1695), no Hetzgarten em 1693, e na Parochialkirche e parte da Zeughaus em 1695. Georg Heinrich Kranichfeld usou o projeto de Nering para o Palácio de Schönhausen durante a construção de Holstein na Prússia Oriental. Nering também originou o desenho da Zeughaus (arsenal) em Unter den Linden em Berlim no ano da sua morte; foi concluída em 1730 e tornou-se o moderno Museu Histórico Alemão.

Palácio de Charlottenburg, a residência real da família Hohenzollern em Berlim (construção finalizada em 1713)

Em 1695, Nering começou a projetar a residência de verão da Eleitora, mais tarde conhecida como Palácio de Charlottenburg, mas morreu durante a sua construção. Embora o palácio tenha sido posteriormente expandido, a secção central original ficou conhecida como Neringbau. O arquiteto também foi homenageado em 1892, no nome de uma rua perto do Palácio de Charlottenburg.